# 三林苑
三林苑是中華人民共和國上海市浦东新區东明路街道的一個住宅區。該住宅建築總面積18萬平方米，基地面積11.9萬平方米。共2092套住房，以6層房屋為主。其中三室一廳佔15%，两室一廳佔70%，一室一廳佔15%。三林苑於1994年開建，1995年建成，1996年5月正式发售。該住宅由同济大学教授王仲谷规划设计，上海市开成综合开发总公司和中華人民共和國建设部上海广顺房地产开发公司负责开发建设。江澤民、朱镕基、黄菊、徐匡迪等人曾來到三林苑参观。